# James Moriarty (obispo)
James Moriarty (Dublín, Estado Libre Irlandés, 13 de agosto de 1936 - Milltown, Irlanda, 26 de marzo de 2022) fue un sacerdote y obispo católico irlandés, obispo de la Diócesis de Kildare y Leighlin. Ejerció como ordinario de la diócesis desde 2002 hasta su renuncia, aceptada el 22 de abril de 2010.

## Biografía
Nació en el Condado de Dublín, y fue ordenado sacerdote el 21 de mayo de 1961, a la edad de veinticuatro años, en la Arquidiócesis de Dublín.
Fue educado en el Catholic University School, el Holy Cross College de Clonliffe, en el University College Dublin (UCD) y en St Patrick's College de Maynooth.
Sirvió como capellán de la UCD de 1968 a 1979.
El 26 de junio de 1991, fue nombrado obispo auxiliar de Dublín y obispo titular de Bononia, y ordenado obispo el 22 de septiembre de 1991 por el cardenal Desmond Connell, arzobispo de Dublín y primado de Irlanda.
El 4 de junio de 2002 fue nombrado por la Santa Sede obispo de Kildare y Leighlin el 4 de junio de 2002, y se instaló y tomó posesión de dicha sede en la Catedral de la Asunción de Carlow el 31 de agosto de 2002. Tras su renuncia, transcurrió un periodo de tres años hasta la llegada en mayo de 2013 de su sucesor, Denis Nulty.
En noviembre de 2009 dio a conocer un comunicado público en el que manifestaba su consternación por las revelaciones del Informe Murphy, que abordaba los casos de abusos sexuales dentro de la Arquidiócesis de Dublín. Según una noticia publicada el 17 de diciembre de 2009, se esperaba que renunciase a su cargo siguiendo los pasos del obispo de Limerick, Donal Murray. Unos días después anunció que había presentado su renuncia al papa el 23 de diciembre de 2009, la cual fue aceptada por la Santa Sede el 22 de abril de 2010.